# Den inre ojämlikheten
Den inre ojämlikheten (engelska: The Inner Level: How More Equal Societies Reduce Stress, Restore Sanity and Improve Everyone's Well-Being) är en fackbok utgiven 2019 om kopplingen mellan ojämlikhet och psykisk ohälsa. Richard Wilkinson och Kate Pickett.